# Tumocerus grandis
Tumocerus grandis är en insektsart som beskrevs av Evans 1941. Tumocerus grandis ingår i släktet Tumocerus och familjen dvärgstritar. Inga underarter finns listade i Catalogue of Life.